# 馬汀·佛寇克
馬汀·佛寇克（Martin Verkerk，1978年10月31日—），荷蘭已退役的男子網球運動員，他曾在2003年有其驚豔的表現，曾在當年法網打入決賽，不敵當屆西班牙籍的冠軍胡安·卡洛斯·費雷羅。

## 外部連結
- 馬汀·佛寇克（英文/西班牙文）的官方資料
- 馬汀·佛寇克的國際網球總會 職業／青少年 官方資料（英文）
- 馬汀·佛寇克的官方資料（英文）